# Real-O-Mat
Der Real-O-Mat ist eine internetbasierte Wahlentscheidungshilfe, die als Projekt von FragdenStaat betrieben wird.
Der Real-O-Mat berücksichtigt nicht die Wahlprogramme, sondern gleicht das tatsächliche Abstimmungsverhalten der Parteien im Bundestag in der vergangenen Legislaturperiode mit der persönlichen Position ab. Grundlage sind dabei Anträge und Gesetzentwürfe im Bundestag. Eine Beschränkung dieser Wahlhilfe ergibt sich daraus, dass nur diejenigen Parteien berücksichtigt werden, die in der letzten Legislaturperiode im Bundestag vertreten waren; somit finden Kleinstparteien keine Berücksichtigung.

## Funktion
Die Anwendung bietet Benutzern die Möglichkeit, das tatsächliche Abstimmungsverhalten aller Parteien im Bundestag der letzten Legislaturperiode mit den eigenen Einstellungen zu ausgewählten politischen Forderungen abzugleichen. Dafür hat der Real-O-Mat das Abstimmungsverhalten der Parteien zu 20 Thesen ausgewertet. Die Parteien haben für oder gegen Anträge und Gesetzesentwürfe gestimmt oder sich enthalten. Der Benutzer klickt sich durch diese 20 Thesen. Als Antwortmöglichkeiten bietet die Anwendung dem Benutzer nur „Ja, finde ich auch“, „Nein, geht mir zu weit“ und „Nein, reicht mir nicht aus“.

## Nutzung
Die Anwendung steht erstmals zur Bundestagswahl 2025 zur Verfügung.

## Kritik
Die tatsächlichen Entscheidungen im Parlament sind oft Kompromisspositionen zwischen verschiedenen Parteien, sodass der Real-O-Mat nicht die ursprünglichen Parteipositionen berücksichtigt. Außerdem lehnen die Regierungsfraktionen im Bundestag oft Anträge der Opposition grundsätzlich ab (und umgekehrt), sodass keine Rückschlüsse auf inhaltliche Positionen möglich sind.